# 劉挺 (明朝)
劉挺（1458年—？），字咸卓，江西吉安府萬安縣人，儒籍，明朝政治人物。

## 生平
江西鄉試第三十六名舉人。弘治三年（1490年）中式庚戌科會試第九十三名，二甲第八十六名進士。

## 家族
曾祖劉俊英，贈刑部尚書；祖父劉廣華；父劉述勳，母彭氏。慈侍下。